# Seaweed
Seaweed est un groupe américain originaire de Tacoma près de Seattle aux États-Unis. Ils sont apparus au début des années 1990 à l'aube de la période grunge. Leur style musical est une combinaison de punk rock et de rock dit "dirty" assimilé à la musique grunge.

## Histoire
Seaweed a sorti cinq albums : Despised (1991), Weak (1992) et Four (1993) sur le label grunge Sub Pop, Spanaway (1995) chez Hollywood Records et Actions and Indications (1998) chez Merge Records. Ils ont partagé la scène grunge avec des groupes comme Mudhoney, Samiam, Jawbreaker, Superchunk et Quicksand. Le groupe a également fait de nombreuses tournées aux États-Unis avec Green Day, Bad Religion et Candlebox ainsi qu'à l'étranger. Au Brésil, ils ont notamment joué avec le groupe punk rock Garage Fuzz.
Après une décennie sur les routes, cinq albums, de nombreux singles et de titres figurants sur des compilations, Seaweed décide de mettre fin au groupe en 2000.
En 2007, Seaweed annonce son retour sur scène pour plusieurs dates et la possible préparation d'un nouvel album intitulé provisoirement : Small Engine Repair.

## Membres du groupe

### Membres actuels
- Aaron Stauffer - chant
- Clint Werner - guitare
- Wade Neal - guitare
- John Atkins - basse
- Jesse Fox - batterie (depuis 2007)

### Anciens membres
- Bob Bulgrien - batterie (1989-1999)
- Alan Cage - batterie (1999)

## Discographie

### Albums
- Despised (1991, Sub Pop)
- Weak (1992, Sub Pop)
- Four (1993, Sub Pop)
- Spanaway (1995, Hollywood Records)
- Actions and Indications (1998, Merge Records)

### Singles
- Seaweed 7" (1989, Leopard Gecko)
- Just A Smirk (1990, Leopard Gecko)
- Deertrap 7" (1991, K Records)
- Bill 7" (1992, Sub Pop)
- Bill 12"/CD (1992, Sub Pop)
- Measure 7" (1992, Sub Pop)
- Measure 12"/CD (1992, Sub Pop)
- Go Your Own Way CD (1993, Sub Pop)
- Go Your Own Way 7"/CD (1993, Sub Pop)
- Kid Candy PROMO CD (1993, Sub Pop)
- Free drug zone CD (1995)